# はあさんがやってきた! はあ! はあ! はあ!
『はあさんがやってきた! はあ! はあ! はあ!』はCBCラジオで毎週土曜日に放送していた音楽番組である。提供はオークローンマーケティング。2007年放送開始、2008年9月27日放送終了。

## 概要
- ライブハウスでハーさんクラブバンドと毎回ゲストがセッションする。

## 放送時間
- 毎週土曜 22:00 - 22:30

## 出演
- 河原龍夫（ハーさん）
- ハーさんクラブバンド
  - 上野規行
  - 渡辺美香（CBCアナウンサー）

### ゲスト
- 高木早麻
- 山名晴敏
- 奥山敬造
- ワイズマン・AKI
- 名古屋テリーズ、伊藤裕行
- 植田芳暁
- 柴多陽香
- マダム芳江